# Teater Satori
Teater Satori bildades 1989 i Stockholm av Leif Olberius, Micke Lidén och Anne-Charlotte Reinhold. Micke Lidén och Leif Olberius är gruppens konstnärliga ledare. Teater Satori är mest kända för sina uppsättningar av moderna dramatiker. De har med sin lyriska spelstil tagit sig an såväl Mishima som Pirandello och Pasolini.
Nuförtiden jobbar Leif Olberius som illusionist i gruppen Whoops! Entertainment. Micke Lidén jobbar som regissör och speaker. Några av de voice-overs han har gjort är Skulle du vilja ha en snigel på ögat? som var en informationsfilm för Radiotjänst.